# Anna Disselnkötter
Anna Disselnkötter (* 28. Januar 1904 in Diedenhofen als Anita Haas; † 23. November 2006 in Kassel) war eine deutsche Fürsorgerin, die als Gerechte unter den Völkern ausgezeichnet wurde.

## Leben und Wirken
Disselnkötter wurde 1904 in Diedenhofen in Lothringen geboren. Ihr Vater starb im Ersten Weltkrieg. Anfang der 1920er Jahre zog die Familie nach Baden-Baden um, dort wurde Disselnkötter Mitglied in der Frankfurter Jugendbewegung und trat an ihrem 18. Geburtstag der SPD bei. In Frankfurt am Main wurde sie zur Fürsorgerin ausgebildet. In Köln lernte sie den Pfarrer Walther Disselnkötter kennen, sie heirateten im Jahr 1930 in Baden-Baden und hatten vier Kinder. 1930 zog das Ehepaar nach Sensweiler, dort trat Walther Disselnkötter seine erste Pfarrstelle an. Auf Drängen der Kirchenleitung wurde Walther Disselnkötter 1937 versetzt, so zog die Familie nach Züschen um. Kurz nach der Machtergreifung der Nationalsozialisten schloss sich das Ehepaar Disselnkötter der Bekennenden Kirche an. Die Reichspogromnacht erlebte das Ehepaar mit den Kindern in Züschen; als es zu Plünderungen in einem jüdischen Lebensmittelladen kam, versuchten die Disselnkötters erfolglos einzuschreiten. Auch sonst versuchten die beiden, sich für ihre jüdischen Mitbürger einzusetzen und wehrten sich gegen die Gleichschaltungspolitik der Nationalsozialisten. Das Ehepaar war eng mit Margarete und Paul Schneider befreundet.
Am 28. Januar 1945 stand vor der Tür des Pfarrhauses eine Frau, die sich als Frau Schmidt aus Allenstein vorstellte und behauptete, auf der Flucht vor der Roten Armee zu sein. Frau Schmidt war eigentlich Rahel Ida Plüer, geborene Schild, die jüdische Ehefrau eines arischen Zahnarztes. Um ihr das Leben zu retten, täuschte das Ehepaar Plüer den Selbstmord von Rahel Plüer vor und Plüer floh. Disselnkötter ahnten, dass es sich bei der Frau um eine Jüdin handelte und versteckten sie, auch mit dem Wissen, dass dies, sollte der Schwindel auffliegen, im besten Fall eine Deportation ins Konzentrationslager bedeuten würde. Für etwa drei Monate, bis zur Befreiung durch die Amerikaner am Karfreitag 1945, versteckte sich Plüer, versorgt mit einem beim Bürgermeister beantragten Ersatzausweis, bei den Disselnkötters. Auch nach dem Krieg stand das Pfarrhaus Geflüchteten offen, und Disselnkötter kümmerte sich „[m]it Hilfe ihres großen Gartens und eigener Haustiere […] phantasievoll und umsichtig […] [um] deren Verpflegung“.
1946 wechselte Walther Disselnkötter erneut die Pfarrstelle und kam nach Bad Wildungen. Dort setzte sich Anna Disselnkötter für Menschen mit geistiger Behinderung ein, war an der Gründung von Essen auf Rädern in Wildungen beteiligt und leitete ein Heim für erholungsbedürftige Mütter. Am 20. Juni 1996 wurden Disselnkötter und ihr Mann für die Rettung von Rahel Plüer vom Staat Israel mit der Auszeichnung Gerechte unter den Völkern geehrt. 2006 starb Disselnkötter in Kassel, im Kreis der Familie ihrer Tochter.
Ihr Enkel Andreas Disselnkötter war von 1998 bis 2007 Gutachter für die Abteilung Gerechter unter den Völkern in Yad Vashem und publizierte zahlreiche Veröffentlichungen zum Nationalsozialismus.

## Ehrung
- Gedenktafel am ehemaligen Pfarrhaus von Züschen
- 1996: Auszeichnung des Staates Israel als Gerechter unter den Völkern, für die Rettung von Rahel Ida Plüer, geborene Schild